# سحابی مک‌نیل
سحابی مک‌نیل (انگلیسی: McNeil's Nebula) یک سحابی متغیر است که در ۲۳ ژانویه ۲۰۰۴ توسط جی مک‌نیل از پدوکا، کنتاکی کشف شد. این سحابی توسط ستاره V1647 Ori روشن می‌شود.